# 1969 في الكويت

## المناصب
- أمير الدولة : صباح السالم الصباح
- رئيس الوزراء: جابر الأحمد الصباح

## مواليد
- شمايل -مغنية
- محمد الجويهل - سياسي
- وليد المؤمن - إعلامي
- فهد العبد المحسن - ممثل